# معهد كليفلاند للفن

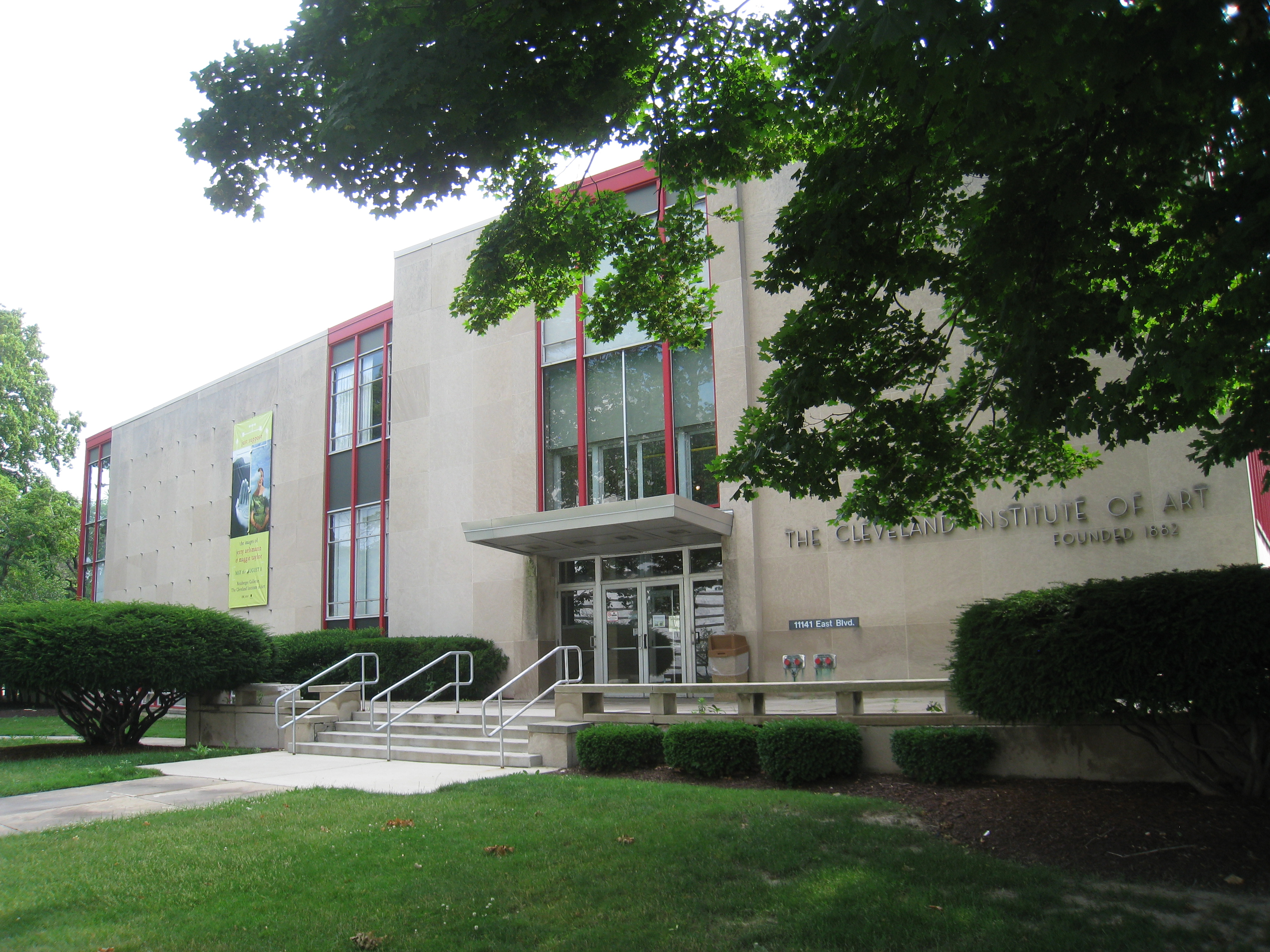
صورة لمدخل المعهد

معهد كليفلاند للفن هو معهد خاص لتدريس الفن ، موقعه في دائرة الجامعة الموجود في مدينة كليفلاند، أوهايو. أنشأ هذا المعهد عام 1882.

## وصلات خارجية
- الموقع الرسمي

‌